# TACAN
TACAN (англ. tactical air navigation system), транслитерация ТАКАН — тактическая навигационная система военной авиации НАТО, обеспечивает наземным и авиа-пользователям определение азимута и наклонной дальности. Обеспечивает большую точность, чем VOR/DME . Чаще всего объединяется с «гражданским» сегментом (VORTAC). Типичные бортовые станции позволяют выбрать каналы, на которых передают наземные маяки, — и режим («дуплекс», позволяющий определять дальность и азимут, или «симплекс», позволяющий определить только азимут на маяк, но при этом уменьшить заметность ЛА за счет отключения передачи. Впоследствии была дополнена функцией, позволяющей также определять наклонную дальность между двумя ЛА и скорость их сближения.

## Принцип действия
В целом совпадает с таковым для VOR/DME, однако для большей точности и надежности используются не ВЧ, а УВЧ-сигнал на частоте 960—1215 МГц (на этой частоте меньше дифракция в атмосфере) и двухчастотная модуляция (15 и 135 Гц). Маяк излучает постоянный всенаправленный сигнал, промодулированный по амплитуде голосовым сообщением или кодом Морзе со скоростью 7 слов в минуту (чаще всего — название маяка) и по частоте (поднесущая 9960 Гц с девиацией 480 Гц), который складывается с сигналом от вращающейся с частотой 30 об/сек (в «гражданском», VOR-компоненте) антенны, имеющей диаграмму направленности в виде восьмерки. В направлении «на север» частота поднесущей максимальна. На основе разницы фаз частотно- и амплитудно-модулированных сигналов определяется азимут. При приеме на борту одновременно обоих сигналов аппаратура самолета транслирует запросный сигнал, принимаемый дальномерной подсистемой маяка, в ответ посылающей сигнал на соответствующей (оговоренной стандартом) частоте. По времени задержки определяется дальность «маяк-ЛА». С появлением надежных и мощных твердотельных радиодеталей, вращающиеся антенны были заменены на 60 узконаправленных, излучение которых модулируется с фазовой задержкой по амплитуде с частотой 60 Гц (или двумя сигналами 15 и 135 Гц — для TACAN, тремя сигналами — для VORTAC).

## Характеристики
Теоретически TACAN должна обеспечивать 9-кратное увеличение по сравнению с точностью VOR/DME, но практика показала лишь приблизительно 3-кратное улучшение (то есть 1/3 градуса и 926 м (±0,5 мили) или 3 % от наклонной дальности, в зависимости от того, что больше. Дальность действия до 390 морских миль на высотах до 30 км (гарантированная — 200 миль/370 км). Первоначально для обеспечения такой дальности требовалась мощность до 10 кВт, однако совершенствование техники (применение узконаправленных антенн, повышение чувствительности и помехозащищенности аппаратуры, автоматическое регулирование уровня сигнала) позволило снизить вес передатчиков с примерно 360 кг до 45 кг и потребляемую мощность до 400 Вт. В настоящее время комплект оборудования размещается на 2-х тонном прицепе и монтируется силами двух человек за час. Станции могут быть размещены на прицепе, на здании, на кораблях и даже на летательных аппаратах, реализуя режим «A/A» (air-to-air). Это позволяет быстро разворачивать ближнюю навигацию в любом оперативном районе.

## Недостатки
Сигналы станций лишены какого-либо кодирования и могут быть подавлены противником (см. комплекс РЭП «Лиман»). Основное назначение морских мобильных станций — наведение самолетов на авианосцы для посадки, и эти сигналы могут быть использованы для атаки на них. Поэтому применяется эпизодическое включение «по запросу», однако более перспективна замена приводных-навигационных маяков на методы с GPS-коррекцией (Local Area Augmentation System — LAAS, или Ground Based Augmentation System — GBAS, Joint Precision Approach and Landing System — JPALS), основанные на сравнении на борту ЛА GPS-данных его текущего положения и полученных по УКВ/УВЧ-связи кодированных данных от радиостанции на точке/аэродроме, положение которой уточняется на основании измерений нескольких стационарных GPS-приемников. Как правило УКВ-передатчик также располагается в стороне от аэродрома, что снижает эффективность пеленгования РТР, возможности по скрытному подходу противника и внезапному удару. Такие системы менее подвержены перехвату и подавлению. Однако в современном мире практически у всех стран или их союзников есть высокоэффективные средства радио- и спутниковой разведки, средства ДРЛО, в том числе беспилотные, которые позволяют заблаговременно определить приближение и развертывание АУГ, в т.ч. по возросшему радиообмену в зоне концентрации авиации (не говоря уже об оптических и тепловизионных средствах), и развернуть меры противодействия.

## Будущее
Все большую роль в военной и гражданской авиации приобретают спутниковые системы, имеющие большую точность, скрытность, надежность и обеспечивающие всевысотность (рельеф не влияет на точность и дальность распространения сигнала).